# Danilo Išutin
Danilo Išutin (ukrajinsky Данило Ішутін; * 30. prosince 1989), znám spíše pod svým pseudonymem Dendi, je profesionální Dota 2 hráč z ukrajinského Lvova. V roce 2014 byl šestým nejvíce vydělávajícím profesionálním hráčem na světě (přibližně 570 000 USD).

## Dota 2
Dendi začal svou Dota 2 kariéru v ukrajinském týmu Na`Vi, se kterým roku 2011 vyhrál v turnaji The International. Následně vyhráli mnoho dalších turnajů a v druhém ročníku The International, která se odehrávala v létě 2012, se umístili na druhém místě. Za velkou úspěšnost může převážně stabilita týmu oproti ostatním.
Tým Na`Vi se zúčastnil i třetího ročníku The International a stal se tak jediným týmem, který se zúčastnil třech TI, zde skončili, po prohře s týmem Alliance, opět druzí. Až teprve roku 2014 se Dendi nedostal do finále, tehdy skončil na 7./8. místě.
Dendi byl také jedním ze tří hlavních hrdinů dokumentu Free to Play, ten zachycoval průběh celého The International 2011. Tento dokument byl vydán 19. března 2014.